# Mentos
Mentos is een snoepmerk dat over de hele wereld wordt verkocht. Het wordt geproduceerd door het Italiaans-Nederlandse bedrijf Perfetti Van Melle. Mentos werd oorspronkelijk gemaakt in Nederland in de jaren vijftig. Het zijn kleine gecoate afgeplatte bolletjes (dragees) met een zachte binnenkant. Ze worden traditioneel verkocht in rolletjes van 14 stuks. Sommige varianten bevatten 11 snoepjes. De slogan van Mentos is Yes to fresh!.

## Smaken
Mentos is verkrijgbaar in vele smaken, waarvan munt en gemengd fruit het meest verkocht worden. In de gemengde fruitvariant zit een mix van sinaasappel-, aardbei- en citroensmaak. Oorspronkelijk hadden Mentos een dropsmaak, deze wordt nog steeds in Nederland (en Frankrijk onder de naam Reglisse) verkocht.
Andere smaken zijn groene appel, kaneel, aardbei, tropisch fruit, druif, grapefruit, perzik en cola. In Nederland wordt ook een andere versie van de muntsmaak verkocht: Strong Mentos. Mentos met krentensmaak is ook verkrijgbaar (alleen in Europa). In 1989 werden er ook Mentos met chocoladesmaak gemaakt, maar die productie werd opgeheven. Maar vanaf 2016 werd een nieuwe versie met choco en karamel op de markt gebracht, een rebranding van Meller van dezelfde fabrikant. Mentos is in Japan sinds 2006 ook in citrus mangosmaak verkrijgbaar. Exclusief voor de indonesische markt wordt de smaak zwarte bessen geproduceerd. In Thailand is de smaak variant rainbow populair, deze bevat aardbei,kiwi sinaasappel, druif, limoen, framboos en citroen. Van elke smaak twee stuks.
Onder de merknaam Mentos wordt ook kauwgom in diverse smaken verkocht.